# 道後温泉 ふなや
道後温泉 ふなや（どうごおんせん ふなや）は、愛媛県松山市道後湯之町にあるホテルである。

## 概要
江戸時代に創業した道後地区（道後温泉）で最も老舗の旅館である。名称の「ふなや」は江戸寛永年間の創業当時は「鮒屋旅館」と名乗っていたことが由来である。
皇族も宿泊する皇室御用達の老舗温泉宿であり、また夏目漱石・正岡子規など文人にも好まれ、ホテル内には正岡子規が句に詠んだ庭園“詠風庭”がある。

## 沿革
- 1627年 - 「鮒屋」創業。
- 1915年 - 渋沢栄一が宿泊する。
- 1930年 - 新渡戸稲造が宿泊する。
- 1931年 - 与謝野鉄幹・晶子夫妻のが宿泊する。
- 1950年 - 昭和天皇が「御巡幸」にて宿泊する。
- 1956年 - 政府登録国際観光旅館（106号）として認承。
- 1963年 - 鉄筋4階建の新館を落成。
- 1966年 - 昭和天皇・皇后が「植樹祭」にて宿泊する。
- 1974年 - 天皇・皇后（現：上皇・上皇后）が「献血大会」にて宿泊する。
- 1980年 - 天皇・皇后（現：上皇・上皇后）が「高校総体」にて宿泊する。
- 1990年 - 皇太子徳仁（現:天皇）が「国民文化祭」にて宿泊する。
- 1993年 - 全面改装。天皇・皇后（現:上皇・上皇后）が「全国豊かな海づくり大会」にて宿泊する。
- 1999年 - 皇太子・皇太子妃（現:天皇・皇后）が「しまなみ海道開通」にて宿泊する。
- 2004年 - 秋篠宮・同妃（現：秋篠宮皇嗣・同妃）が「全国生涯学習フェスティバル」にて宿泊する。
- 2008年 - 皇太子（現:天皇）が「全国育樹祭」にて宿泊する。
- 2009年 - 高円宮妃が「日本海洋少年団全国大会」にて宿泊する。
- 2012年 - 秋篠宮（現:秋篠宮皇嗣）が「湧水保全フォーラム全国大会」にて宿泊する。
- 2017年
  - 彬子女王が「愛顔つなぐえひめ国体」にて宿泊する。
  - 眞子内親王が「愛顔つなぐえひめ国体」にて宿泊する。
  - 秋篠宮・同妃（現：秋篠宮皇嗣・同妃）が「愛顔つなぐえひめ国体」にて宿泊する。
  - 皇太子（現：天皇）が「愛顔つなぐえひめ大会」にて宿泊する。
  - 高円宮妃が「愛顔つなぐえひめ大会」にて宿泊する。

## 館内施設

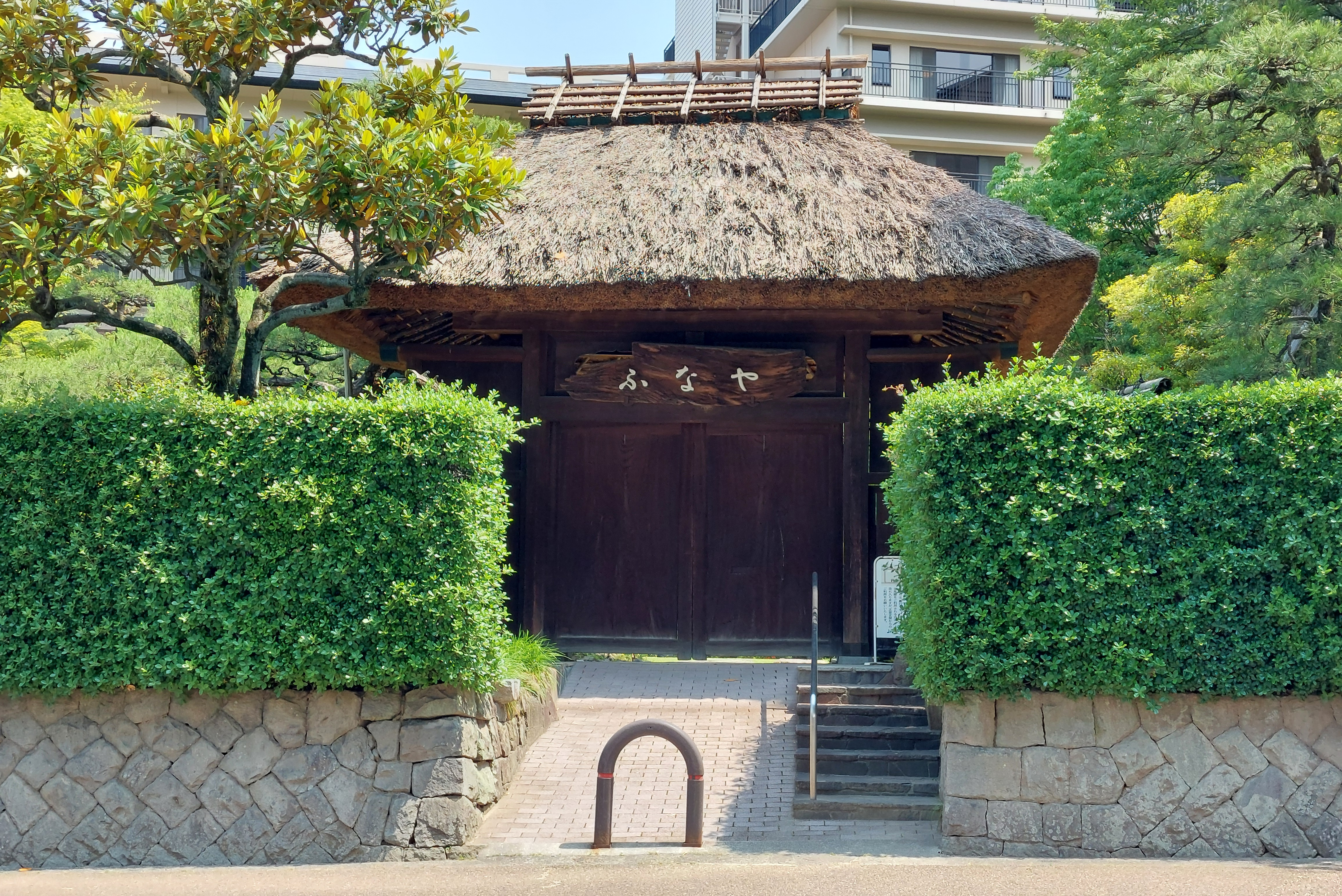
詠風庭旧門

- レストラン葵苔
- カフェ ガーデンテラス こもれび
- 川席
- クラブラウンジ
- 倶楽部「淡月」
- 個室・和宴会場
- 洋宴会場
- 洋個室
- 会議室・展示会室
- 詠風庭（庭園）
- ふなやの湯（温泉）

## アクセス
- 伊予鉄道城南線道後温泉駅から徒歩で約3分。
- 四国旅客鉄道（JR四国）松山駅から車で約20分。
- 松山自動車道松山インターチェンジより車で約25分。